# تشوو-كو (أوساكا)

حصار قلعة أوساكا ، القرن السابع عشر.

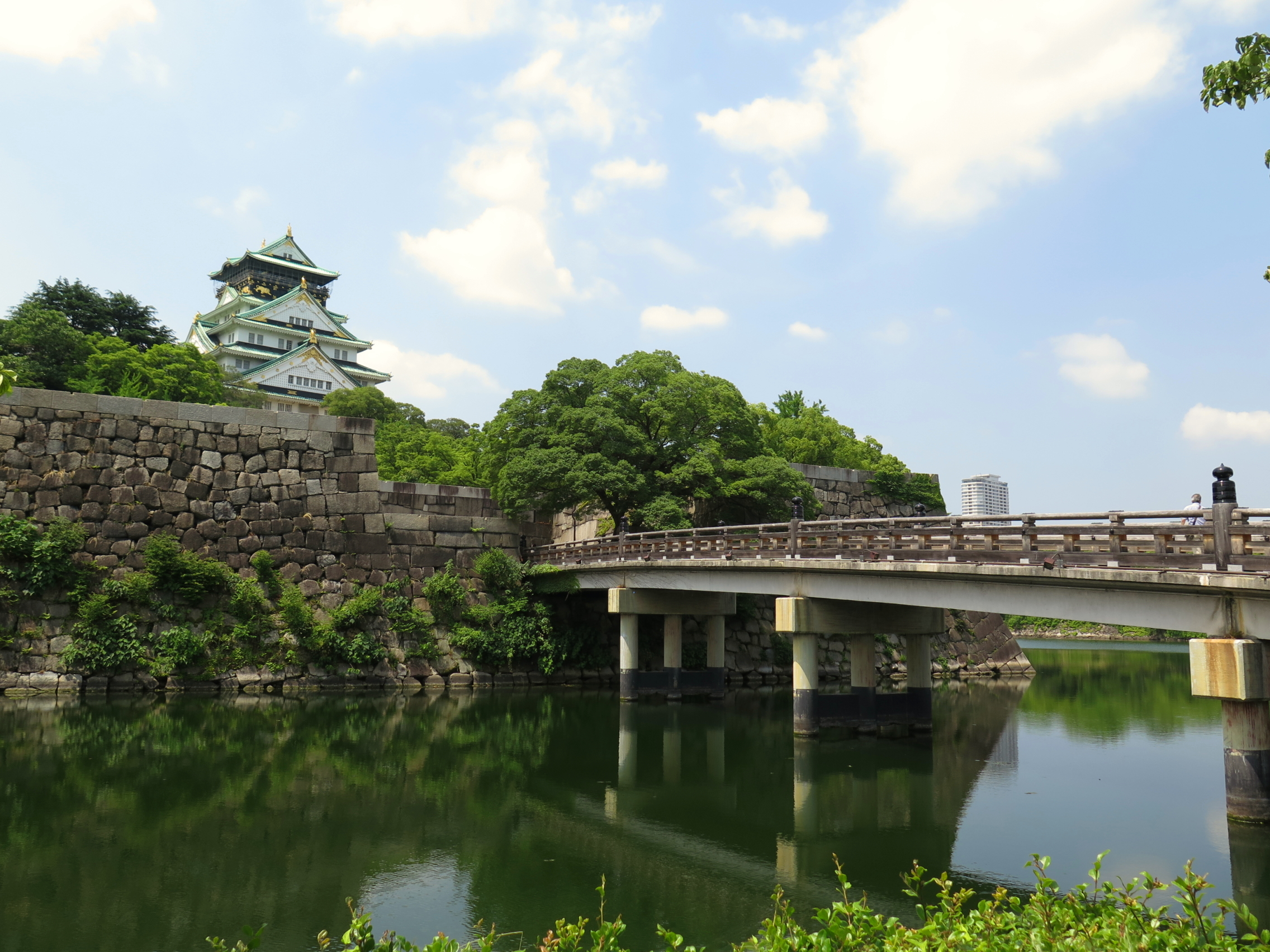
قلعة أوساكا

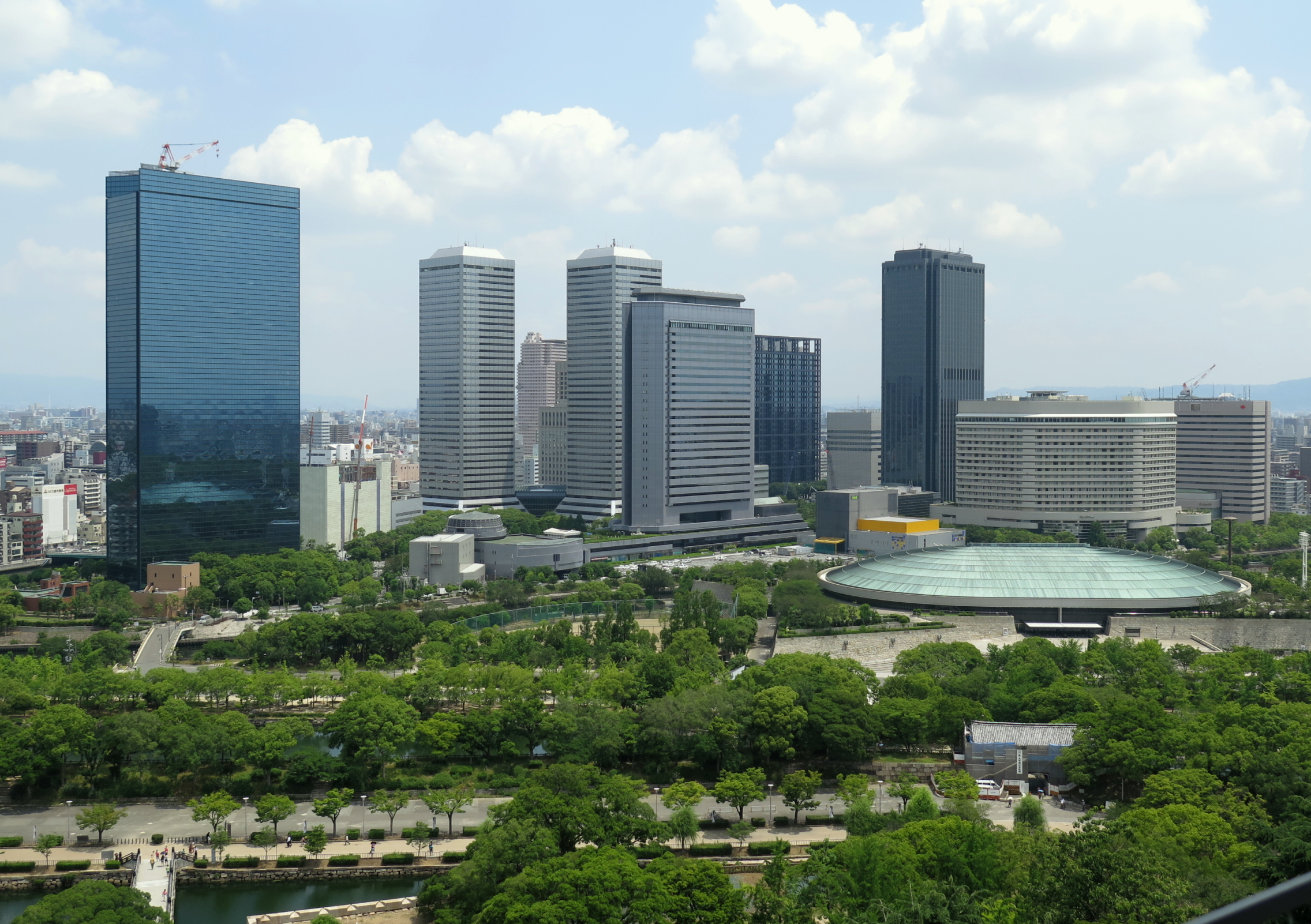
مجمع أوساكا للأعمال (OBP)

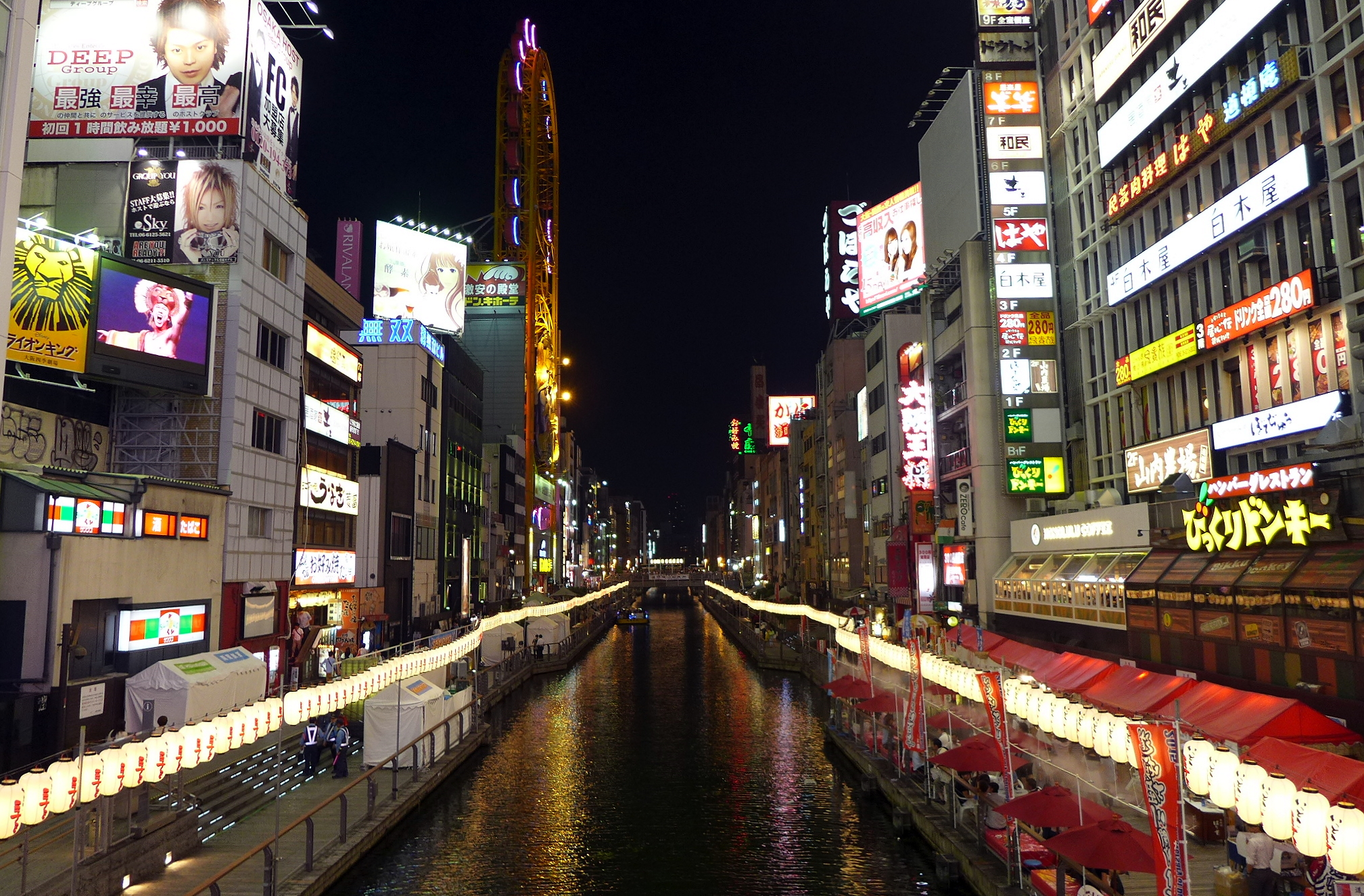
نهر دوتونبوري في الليل

تشوو-كو (中央区) هي واحدة من 24 منطقة في أوساكا، اليابان. تبلغ مساحتها 8.88 كم2، ويبلغ عدد سكانها 60.085 نسمة. ويضم الحي المالي في أوساكا، بالإضافة إلى مكاتب ولاية أوساكا ومناطق التسوق والسياحة الرئيسية.

## القنصليات
تتواجد قنصليات مختلفة في تشوكو.
القنصلية العامة لكوريا الجنوبية لديها مبنى خاص بها، أما القنصلية العامة لأستراليا، والقنصلية العامة لهولندا، والقنصلية العامة للفلبين، يشغلون الطوابق التاسع والعشرين والثالث والثلاثين والرابع والعشرين، على التوالي، من برج Twin21 MID.
تقع القنصلية العامة لكندا في الطابق الثاني عشر من مبنى دايسان شوهو في تشوو-كو.
تقع القنصلية العامة لفرنسا في الطابق العاشر من برج كريستال وتقع القنصلية العامة للهند في الطابق العاشر من مبنى سيمبا.
تقع القنصلية العامة لإندونيسيا في الطابق الأول من مبنى كويكي.
تقع القنصلية العامة لسنغافورة في الطابق الرابع عشر من مبنى أوساكا كوكوساي.
تقع القنصلية العامة لتايلاند في الطوابق الأول والرابع والخامس من مبنى بنك بانكوك.
تقع القنصلية العامة للمملكة المتحدة في الطابق التاسع عشر من مبنى سيكو أوساكا.
تقع القنصلية العامة لفيتنام في الطابق العاشر من مبنى باكورو ماتشي. 

## مرافق

### ولاية أوساكا
- حكومة محافظة أوساكا
- مركز شرطة محافظة أوساكا
  - مركز شرطة مينامي
  - مركز شرطة هيغاشي
- مركز أوساكا للفن المعاصر

### معالم
- أمريكاكامورا
- دوتونبوري
- مسرح بونراكو الوطني
- مجمع أوساكا للأعمال
- قلعة أوساكا
- شينسايباشي

## التعليم

### الجامعة والكليات
- جامعة أوساكا لطب الأسنان ، حرم تيماباشي الجامعي
- جامعة أوساكا للاقتصاد حرم كيتاهاما
- كلية أوساكا جوجاكوين جونيور
- جامعة أوساكا جوجاكوين
- الحرم الجامعي لجامعة هانان يودوياباشي الفضائية

## أشخاص بارزون من تشوو-كو، أوساكا
- أكينوبو أوكادا ، لاعب بيسبول ياباني محترف ومدير
- إيسوزو يامادا ، ممثلة مسرحية وسينمائية يابانية
- كوجي إيمادا ، موسيقي وممثل كوميدي ومقدم برامج تلفزيوني ياباني
- كوسوكي جومي ، روائي ياباني
- كيو سازانكا ، ممثل ياباني
- ناكامورا جانجيرو الثاني ، كابوكي وممثل سينمائي ياباني
- أونيشيكي أويتشيرو ، مصارع سومو محترف ياباني
- سانجوجو ناوكي ، روائي ياباني
- توكوزو تاناكا ، مخرج سينمائي ياباني
- تويوكو ياماساكي ، روائية يابانية
- يوكو أكينو ، ممثلة يابانية
- يوسوكي هاجيهارا ، عالم فلك ياباني

## روابط خارجية
- Chuo Ward Official Web Site OSAKA CITY (بالإنجليزية)
- 大阪市 中央区 (باليابانية)